# Castello di Gagliano Aterno
Il castello di Gagliano Aterno sorge nella Valle Subequana, a 653 m s.l.m., nel comune di Gagliano Aterno, in provincia dell'Aquila, in Abruzzo.

## Storia
Il castello di Gagliano Aterno venne costruito tra la fine del XII secolo e l'inizio del XIII secolo dai Berardi, noti come Conti dei Marsi, una volta entrati in possesso della contea di Celano nel 1143, cui il feudo apparteneva, ed ampliato nel 1328 dalla contessa Isabella d'Aquino. Il feudo di Gagliano Aterno con l'annesso castello seguì quindi le sorti della contea e nel corso del tempo passò dunque per eredità diretta ai vari membri della casata dei Berardi e poi alle sue famiglie di derivazione, quali Ocre prima e Celano dopo. In particolare, il castello seguì principalmente la discendenza di Odorisio di Ocre, figlio di Offreduzio, quindi la successione: Oddone da Celano; Pietro, Riccardo e Nicolò da Celano; Ruggero da Celano; Tommaso da Celano; Ruggero da Celano; Pietro, Matteo e Paolo da Celano; Nicolò da Celano, per confluire infine nella sua ultima figlia Jacovella da Celano, che con le sue terze nozze lo portò in dote al suo marito Lionello della famiglia Accrocciamuro e quindi al loro figlio primogenito Ruggero Accrocciamuro. Dal 15 al 17 novembre 1462 il castello fu danneggiato e saccheggiato dall'assedio attuato da Jacopo Piccinino e il suo esercito, in combutta con Ruggero Accrocciamuro, il quale volle attaccare la madre Jacovella da Celano, rifugiatasi al suo interno, per vedersi da lei riconosciuti i diritti feudali di successione sulla contea di Celano. Il feudo di Gagliano Aterno con l'annesso castello passò l'anno seguente ad Antonio Piccolomini, che lo riparò aggiungendovi anche due cerchia di mura difensive, per successivamente passare ai Barberini e poi agli Sciarra-Colonna, che lo mantennero fino al 1806, quando passò ai Pietropaoli, per giungere infine alla famiglia Lazzaroni. Il castello è utilizzato come residenza privata e non è quindi visitabile.

## Architettura

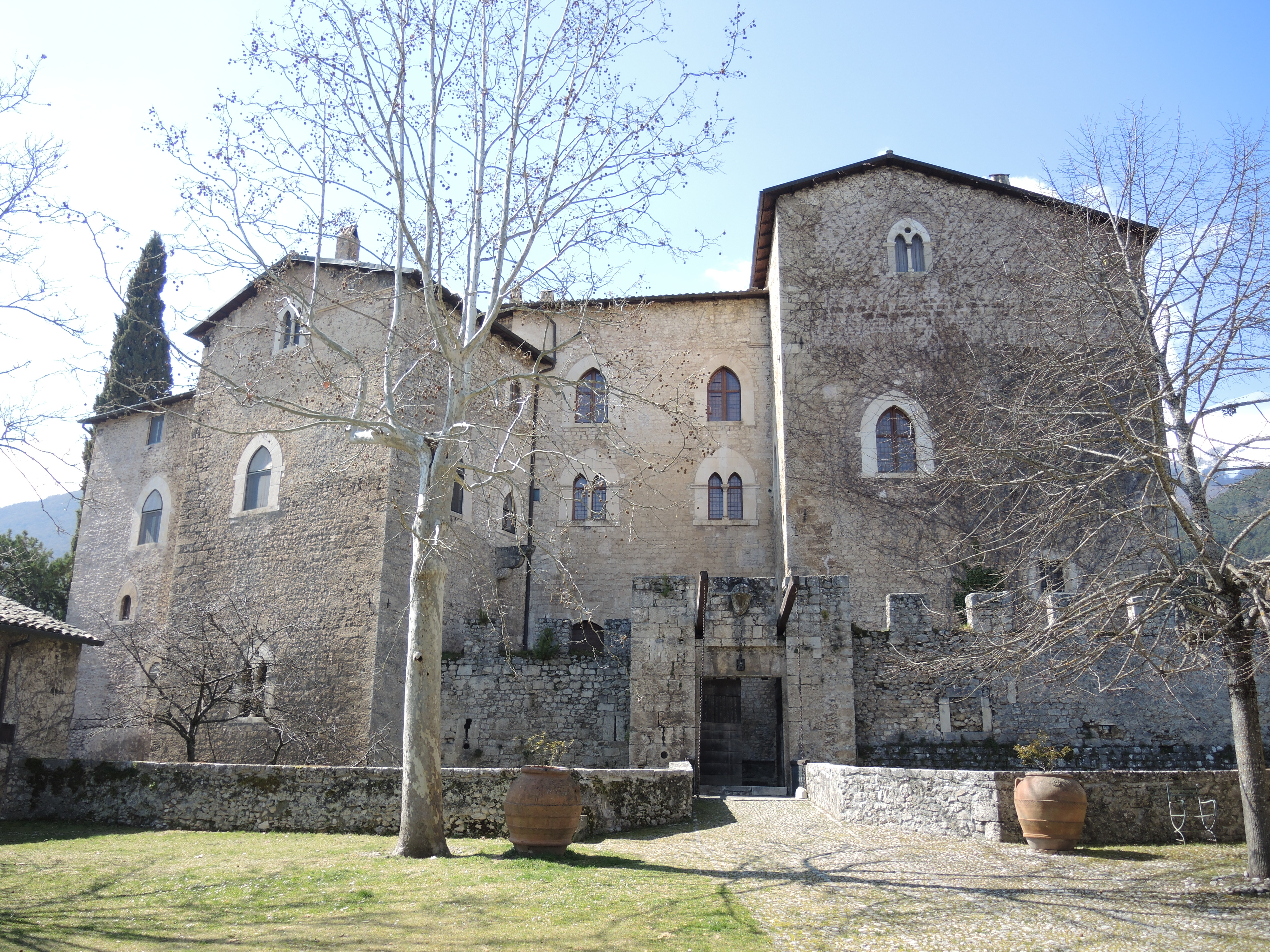
L'ingresso del castello mediante ponte levatoio

Il castello è caratterizzato da due cinte murarie: quella interna è raggiungibile mediante un ponte levatoio che passa sopra un fossato. Agli angoli vi sono tre torrioni cilindriche di rinforzo ed in più una torre poligonale. Oltre le merlature si sviluppa il palazzo residenziale, costituito da più corpi posti attorno ad un cortile interno dotato di un pozzo e circondato da un portico e da una loggetta al primo piano, raggiungibile tramite una scalinata a giorno. Durante la trasformazione del castello in dimora aristocratica sono state ampliate le finestre ed è stata realizzata la loggia su due livelli che dà sul paese sottostante, con archi a sesto acuto nel cortile interno ed a sesto pieno al primo piano.